# Мотивация персонала
Мотивация персонала — один из способов повышения производительности труда. Мотивация труда персонала является ключевым направлением кадровой политики любого предприятия.
Наиболее эффективной системой мотивации сотрудников является «мотивация на результат». Результаты работы сотрудников определяются с помощью KPI (Ключевых показателей эффективности). KPI и мотивация персонала позволяют существенно улучшить эффективность и производительность работы компании. Большинство теоретиков систем мотивации приходили к выводу, что только мотивация на результат является совершенной системой, так как обосновывает бизнесу выплаты вознаграждений, а сотрудникам дает возможность получать и увеличивать доход в четкой зависимости к приложенным усилиям. Мотивированные сотрудники полны энтузиазма, вовлечены и привержены своей работе, и они с большей вероятностью будут работать на высоком уровне и вносить свой вклад в успех организации.
Выделяют следующие виды мотивации персонала:
- Материальная мотивация
- Социальная мотивация
- Психологическая мотивация.

Одним из предметов современных исследований также является взаимодействие этих видов между собой на конечный результат..

## История проблемы мотивации
Произошедшее в Новое Время изменение форм мышления – то есть психики человека, культурной манифестацией которой в XVII – XVIII веках стал рационализм и эмпиризм, а затем, в XIX веке – позитивизм и прагматизм, привело к проявлению и
актуализации множества экзистенциальных проблем, одной из которой стала проблема мотивации. Решение этой проблемы в XIX веке представлялось достаточно простым: контроль, наказание и вознаграждение виделись оптимальной и эффективной технологией, которая стала элементом наиболее известной классической системы управления созданной Тейлором, в основе которой лежали взгляды на человека, интегрированные позже МакГрегором в так называемую «теорию X». Такой подход коррелировался и дополнялся эргономикой, и в частности со взглядами и работой Фрэнка Банкера Гилберта и его жены Лилиан Моллер Гилбрет. Начиная с конца 20-х годов XX века решения искались в рамках четырёх главных направлений психологии XX века: бихевиоризме, психоанализе, школе гуманистической психологии и в течении, возникшем в конце 60-х годов XX века, которое получило название трансперсональная психология. В течение последних 100 лет психология мотивации ушла от изначальных биологических моделей мотивации, предложенных, в частности, Уильямом Мак-Дугаллом и ранними бихевиористами, - моделей, которые не использовали в качестве объяснения причин мотивирующих поведение человека ничего принципиально отличного от причин, мотивирующих животных, к антропологическим и социокультурным моделям.
В 1939 году Курт Гольдштейн в своей книге «The Organism: A Holistic Approach to Biology Derived from Pathological Data in Man», высказал идею, которая во многом определила дальнейшие подходы к изучению и пониманию мотивации. Гольдштейн противопоставил множеству потребностей, запускающих активность человека, единственную потребность, которую он назвал самоактуализацией (self-actualization). Идеи Гольдштейна в пятидесятые годы XX века стали базой для концепций лидеров гуманистической психологии Карла Роджерса и Абрахама Маслоу. Маслоу были последовательно были разработаны три теории мотивации, которые различаются по своим подходам из-за эволюции его
взглядов: это созданная в начале 40-х годов XX века «теория иерархии базовых потребностей», и менее известные теории «мотивации дефицита / роста» (середина 50-х годов XX века) и «метамотивации и бытийных событий» (конец 60-х годов XX века).
К середине 50-х годов XX века было получено большое количество экспериментальных данных, которые указывали на то, исходные базовые мотивационные побуждения претерпевают столь значительные трансформации, что делает их практически неузнаваемыми в мотивах конкретных поведенческих актов – эти открытия сместили интерес исследователей на изучение трансформации устойчивых мотивационных факторов и механизмов мотивации в конкретных условиях.
Исследования бихевиористов, проведенные в 50-е годы XX века в рамках концепции оперантного обусловливания, предложенной американским психологом Скиннером, показывали, что внешнее стимулирование должно обеспечивать большую частоту реализации желательных моделей поведения субъектом, особенно если такое стимулирование следует непосредственно за демонстрацией им такого поведения. При отказе от стимулирования следовало снижение частоты обусловленных моделей поведения до уровня, предшествующего стимулированию. На основании этих исследований вознаграждение рекомендовалось в качестве главного мотивационного инструмента. Однако позднее выяснилось, что такая реакция характерна не для всех ситуаций, и, в некоторых случаях, приводит к снижению мотивации. Исследования, проведенные в 70-х годах XX века, показали, что внешнее стимулирование может подорвать внутреннюю мотивацию и снизить усилия, направленные на выполнение предложенной задачи.
В 70-х годах XX века на основе результатов исследований внешней и внутренней мотивации, которые продемонстрировали доминирующую роль последней в поведении человека, была создана теория самодетерминации. Основываясь на своих исследованиях Деси и Райан предположили, что человеческое поведение определяется тремя универсальными и врожденными потребностями, которые получили названия «автономия» (аutonomy), «компетентность» (сompetence) и «социальное
взаимодействие» (relatedness).

## Теория мотивации по А. Маслоу
Сущность её сводится к изучению потребностей человека. Это более ранняя теория. Её сторонники считали, что предметом психологии является поведение, а не сознание человека. В основе же поведения лежат потребности человека, которые можно разделить на пять групп:
- физиологические потребности, необходимые для выживания человека: в еде, в воде, в отдыхе и т. д.;
- потребности в безопасности и уверенности в будущем — защита от физических и других опасностей со стороны окружающего мира.
- социальные потребности — необходимость в социальном окружении. В общении с людьми, чувство «локтя» и поддержка;
- потребности в уважении, в признании окружающих и стремлении к личным достижениям;
- потребность самовыражения, то есть потребность в собственном росте и в реализации своих потенциальных возможностей.

В этой теории долг руководителя заключается в том, чтобы тщательно наблюдать за своими подчиненными, своевременно выяснять, какие активные потребности движут каждым из них, и принимать решения по их реализации с целью повышения эффективности работы сотрудников.

## Материальная мотивация

### Составляющие материальной мотивации
- Измеряемые показатели результативности для каждой из должностей и цели, к достижению которых необходимо мотивировать сотрудника;
- Определение, какая работа будет считаться «эталонной» (отличной), и установленные плановые значения по каждому показателю результативности, чтобы было с чем сравнивать фактический результат;
- Установка оптимального соотношения постоянной и премиальных частей заработной платы.
- Привязка качества и сроков выполнения работ (чек-листы и графики) сотрудника к Системе мотивации.

### Функции корректной системы мотивации персонала
- Стимулировать сотрудников не только трудиться с наибольшей отдачей и эффективностью, но и действовать, в первую очередь, в интересах Компании.
- Производить «естественный отбор» наиболее трудолюбивых и способных;
- Поддерживать обратную связь между всеми подразделениями фирмы. Так, что при сбое в системе сотрудник (или целый отдел) почувствуют это и потребуют исправления ситуации.

## Значение нестандартных способов мотивации персонала в жизни российских организации
Одна из российских рекрутинговых компаний провела исследование на тему: «Влияние дополнительных сервисов в офисе на мотивацию персонала». В исследовании приняли участие 650 сотрудников компаний из различных отраслей. Из них 46 % женщин и 54 % мужчин, 80 % опрошенных младше 35 лет, и 80 % представителей HR-служб. География исследования — Российская Федерация, представленная в следующих городах: Москва, Санкт-Петербург, Воронеж, Казань, Краснодар, Ростов-на-Дону.
Результаты исследования оказались следующими: сегодня даже средняя компания может позволить себе разбавить рабочую обстановку небольшими приятными удобствами и при этом эффективно мотивировать персонал.
Согласно результатам исследования, на сегодняшний день организации обладают следующими возможностями:
1. 60 % респондентов имеют в офисе кухню;
2. 35 % — автомат с бесплатным кофе;
3. 9 % — душевую зону;
4. 6 % — комнату отдыха;
5. 5 % — теннисный стол;
6. 2 % — спальню;
7. 1 % — самокаты.

28 % респондентов не имеют никаких дополнительных удобств в офисе.
Из желаемых удобств наибольшей популярностью пользуется тренажерный зал — более 40 % участников исследования указали его в списке сервисов, способных увеличить эффективность их работы. Массажное кресло занимает второе место — 37 % респондентов не отказались бы от релаксирующего массажа в рабочее время, причем большинство из них — женщины.
В целом опрос показал, что женщины больше внимания уделяют внешнему виду и отдают предпочтение тренажерам и массажному креслу, в то время как мужчины голосуют за развлечения — теннисный стол, бильярд. На третьем месте у респондентов находится автомат с бесплатным кофе (35 %). Кроме того, 30 % опрошенных хотели бы иметь на работе комнату отдыха/игровую зону, душ (21 %), комнату для курения (18 %), кухню (17 %), теннисный стол (15 %), спальню (10 %), стол для бильярда (7 %), кинозал (4 %), самокаты (3 %).
Отношение респондентов на такого рода нововведения в сфере мотивации различны. Так, 87 % опрошенных положительно относятся к дополнительным удобствам в офисе, в то время как 6 % высказались против, поскольку они отвлекают от работы. Для 7 % их наличие не имеет значения. При этом из положительно ответивших 65 % «за» комфортный офис, поскольку им хотелось бы работать в компании, заботящейся о своих сотрудниках. 16 % опрошенных уверены, что это сделало бы атмосферу в офисе более позитивной и дружелюбной, 10 % респондентов были бы готовы проводить на работе больше времени, 9 % согласны на внедрение сервисов, если это не повлияет на их доход.
«Тенденция повышения требований сотрудников к обустройству офисного пространства за последние годы объясняется изменениями на рынке труда: из „рынка работодателя“ в период кризиса он превратился в „рынок кандидата“. Зачастую сегодня именно кандидат диктует условия, а работодатель вынужден усиливать инструменты как привлечения новых сотрудников, так и их дальнейшего удержания», — говорит руководитель проектов по подбору персонала рекрутинговой компании, проводившей данное исследование.